# Acanthermia modesta
Acanthermia modesta là một loài bướm đêm trong họ Noctuidae.